# Hui Lin Li
Hui Lin Li (李惠林, 1911-2002) fue un profesor, botánico, y pteridólogo chino, que ha trabajado extensamente en el "Instituto de Botánica", de la Academia China de las Ciencias, y en el "Departamento de Botánica", de la Universidad Nacional de Taiwán, Taipéi, República de China.
En 1930, obtuvo su B.Sc. en Biología, de la Universidad Soochow, apoyada por instituciones estadounidenses de enseñanza superior. Y su M.Sc. en Biología en 1932, de la Universidad de Yenching, también esponsoreada por universidades estadounidenses, pero situada en Pekín. En 1940, viajó a EE. UU., inscribiéndose en el doctorado en biología en la Universidad de Harvard, obteniendo su Ph.D. en 1942.

## Algunas publicaciones
- hui-lin Lí. 1953. Euphrasia in China (Scrophulariaceae). Nº 254 de Notulae naturae of The Academy of Natural Sci. of Philadelphia. Editor Academy of Natural Sciences, 6 pp. ISBN 1604832541 en línea

### Libros
- hui-lin Lí. 2002. Chinese Flower Arrangement. Edición ilustrada, reimpresa de Courier Dover Publ. 144 pp. ISBN 0486423166 en línea

- ------------. 1996. Shade and ornamental trees: their origin and history. Edición reimpresa, ilustrada de University of Pennsylvania Press, 282 pp. ISBN 0812216059 en línea

- ------------. 1982. Contributions to botany: studies in plant geography, phylogeny and evolution, ethnobotany and dendrological and horticultural botany. Editor Epoch Pub. Co. 528 pp.

- ------------, tang-shui Liu, tseng-chieng Huang, tetsuo Koyama, charles e. DeVol (eds.) 1979. Vascular Plants. Fl. Taiwan Volumen 6: 665 pp.

- ------------. 1978. The domestication of plants in China: ecogeographical considerations. Volumen 1 The Domestication of Plants in China: Ecogeographical Considerations. Editor Conference on the origins of Chinese Civilization, 69 pp.

- ------------, tang-shui Liu, tseng-chieng Huang, tetsuo Koyama, charles e. de Vol. 1977. Flora of Taiwan. Editor Epoch Publ. Co. 1.000 pp.

- ------------. 1972. Trees of Pennsylvania: the Atlantic States and the Lake States. Edición ilustrada de University of Pennsylvania Press, 276 pp.

- ------------. 1963a. Woody flora of Taiwan. Monographs, University of Pennsylvania Morris Arboretum. Edición ilustrada de Livingston Pub. Co. 974 pp.

- ------------. 1963b. The origin and cultivation of shade and ornamental trees. Volumen 70 de Pennsylvania paperbacks. Morris Arboretum monograph. Edición ilustrada, reimpresa de University of Pennsylvania Press, 282 pp. 282 pp.

- ------------. 1959. The garden flowers of China. Nº 19 de Chronica botanical an international biological and agricultural series. Editor Ronald Press Co. 240 pp.

- ------------. 1952. Floristic relationships between eastern Asia and eastern North America. Volumen 42, Parte 2 de Trans. of the Am. Philosophical Soc. Edición reimpresa de Morris Arboretum, 59 pp.

- ------------. 1942. The Araliaceae of China. Volumen 2 de Sargentia: Fragmenta Papuana; a continuation of the Contributions from the Arnold arboretum of Harvard University. Editor The Arnold arboretum of Harvard university, 184 pp.

## Honores
Becas
- 1961: John S. Guggenheim Fellow
- 1968: Fulbright Fellow
- American Philosophical Society
- American Council of Learned Societies

Miembro de
- 1964: Academia Sinica, Taiwán
- La abreviatura «H.L.Li» se emplea para indicar a Hui Lin Li como autoridad en la descripción y clasificación científica de los vegetales.[2]